# Gobititan shenzhouensis
Il gobititan (Gobititan shenzhouensis) You, Sang & Luo, 2003 è un dinosauro sauropode vissuto nel Cretaceo. 
I resti fossili di questo animale risalgono a un periodo compreso fra l'Aptiano e l'Albiano (circa 110 milioni di anni fa) e sono stati ritrovati in Cina settentrionale.

## Classificazione
Finora sono state ritrovate solamente alcune vertebre caudali e parte di una zampa posteriore sinistra: in base a questi resti, gli studiosi hanno ipotizzato che si tratti di un sauropode, ed in particolare di un titanosauro piuttosto primitivo. In particolare, alcune caratteristiche di Gobititan sembrerebbero avvicinarlo a Tangvayosaurus, altro titanosauro i cui resti fossili sono stati rinvenuti in Laos, in strati risalenti al Cretaceo inferiore.
Come tutti i sauropodi, molto probabilmente Gobititan doveva possedere un collo e una coda piuttosto lunghi, corpo voluminoso e forti zampe colonnari per sostenere l'ingente peso.